# Eudarcia nigraella
Eudarcia nigraella är en fjärilsart som beskrevs av Mario Mariani 1937. Eudarcia nigraella ingår i släktet Eudarcia och familjen äkta malar. Inga underarter finns listade i Catalogue of Life.